# Urban Games
Urban Games est un développeur de logiciels basé à Schaffhouse, en Suisse, spécialisé dans les jeux vidéo . Le studio a sorti les jeux Train Fever et ses suites Transport Fever, Transport Fever 2 et Transport Fever 3.

## Histoire
Urban Games a été fondée au printemps 2013 par les frères Basil et Urban Weber.  Ils sortent leur premier jeu vidéo en septembre 2014, Train Fever. Deux ans plus tard, à l'automne 2016, ils annoncent le jeu qui deviendra une franchise, Transport Fever.

## Jeux

### Train Fever
Train Fever est le premier jeu du studio, sorti en septembre 2014. Le jeu est une simulation de transports qui décrit le développement du transport à partir de 1850 en Europe et aux États-Unis. En 25 novembre 2015, le jeu s'était vendu à plus de 120 000 exemplaires. 

### Transport Fever
Le 8 novembre 2016, Transport Fever, le successeur de Train Fever, est annoncé. En plus des améliorations – notamment des graphismes et des outils de pose des routes et des rails – il est désormais possible d'utiliser des navires et des avions pour la première fois, et deux campagnes supplémentaires ont été ajoutées.

### Transport Fever 2
Le 24 avril 2019, la suite de Transport Fever, Transport Fever 2, a été annoncée.  Le jeu sort le 11 décembre 2019.  Il comprend : un. Améliorations des infrastructures (feux de circulation, sens uniques, ronds-points) et un nouveau système de construction de stations modulaire, qui permet de personnaliser chaque station à sa guise et selon ses propres goûts. Au 7 juin 2023, le jeu s'était vendu à plus d'un million d'exemplaires. La dernière mise à jour majeure du jeu a été publiée le 23 septembre 2024, elle vient corriger plusieurs défauts notamment sur la congestion du trafic.

### Transport Fever 3
Le troisième volet de la série de jeux a été annoncé le 21 mai 2025 avec un teaser sur YouTube . Le jeu, dont la sortie est prévue pour PC, PlayStation 5 et Xbox Series X et S, est prévu pour 2026. 